# Hohendodeleben
Hohendodeleben is een plaats en voormalige gemeente in de Duitse deelstaat Saksen-Anhalt, en maakt deel uit van de Landkreis Börde.
Hohendodeleben telt 1.831 inwoners.